# Drake y Josh: un camarón gigante
Drake & Josh: Really Big Shrimp (en español, Drake & Josh: un camarón gigante), es una película estadounidense de 2007 producida por Dan Schneider.
Esta película está basada en la serie de televisión estadounidense Drake & Josh.
Las grabaciones de la primera, la segunda y la tercera parte de la película comenzaron el 19 de junio de 2006, en San Diego, antes de trasladarse a la ciudad de Los Ángeles por tres semanas de rodaje y concluir oficialmente el 9 de febrero de 2007 en San Diego.

## Argumento
Tras estrenar una nueva canción en Los Premiere, Drake y Josh son citados a Spin City Records para que Drake reciba un contrato de grabación de un disco, pero la inexperiencia de Josh (siendo representante de Drake) que fue hipnotizado por Langostinos con aderezo hizo firmar un contrato donde daba los derechos creativos de la canción de Drake. Por otro lado la familia de Drake y Josh alojan temporalmente a la abuela de Helen quien tiene planeado casarse en Los Premiere pero la anciana se convierte en alguien insoportable, para colmo de males la abuela de Helen se aloja en la habitación de Megan mientras que esta se aloja en la habitación de sus hermanos adornándola de cosas femeninas. Drake al ver que su tema fue recompuesto al pop se enoja con Josh, y después lo despide como su representante, y desea ignorarlo de por vida. De otro lado, Mindy entra a trabajar a Los Premiere hasta ser ascendida a subgerente, el puesto deseado por Josh. En venganza por arruinar la canción, Drake prepara una caja de cristal con moscas para Alan, el ejecutivo de Spin City quien le había robado los derechos sobre el tema pero Josh no ve con buenos ojos que Drake use la venganza pero este le reprocha que siempre haga lo correcto y siga las reglas respondiéndole que por ello es que es un perdedor. Josh tras pensarlo trae un CD con el tema original de Drake y lo intercambia ya que su tema sería usado en el Super Tazón para el comercial de Zapatos Daka. El día del Super Tazón, al ver el comercial Drake se reconcilia con Josh pero reciben la mala noticia de que son demandados por la disquera por violar el contrato y de no cumplir con la demanda irían a la cárcel. Más tarde, Mindy le confiesa a Josh que tomó el empleo para volver con él y Drake recibe una llamada para ir con Josh a Spin City. Al llegar, reciben la noticia de que no serían demandados y que la canción había sido descargada por millones de fanáticos, por lo que ambos celebran eufóricamente la noticia. Drake y Josh se comprometieron a firmar un nuevo contrato el cual Josh se comprometió en leer y Alan es despedido. Más tarde en Los Premiere, Helen realiza su boda pero un cortocircuito en el equipo de luces que pusieron Craig y Eric incendia el cinema estropeando la boda, pero Josh convence a Helen y a su novio de hacer la boda en el estacionamiento de Los Premiere. La boda sigue su curso mientras que Josh es ascendido a su nuevo puesto y vuelve con Mindy, Drake se conoce con una nueva chica y toca su canción. Más tarde vuelven a su habitación encontrada en buen estado y se dan cuenta de que la disquera les ha enviado camarones los cuales se los han comido Megan y sus amigas dejándoles solo uno a Drake y Josh discutiendo sobre quién sería el primero en comérselo. Al final en los créditos se muestra un episodio de El Show de Amanda cuando Drake y Josh comparten la cámara pelándose por un camarón.

## Música
Drake Bell hizo un vídeo musical de la canción Makes Me Happy, y se convirtió en el único de la película.

## Reparto
- Drake Bell como Drake Parker
- Josh Peck	como Josh Nichols
- Nancy Sullivan como Audrey Parker-Nichols
- Jonathan Goldstein como Walter Nichols
- Miranda Cosgrove como Megan Parker
- Yvette Nicole Brown como Helen
- Samantha Cope	como Andrea
- J Ferguson como Junior Executive
- John Fugate como Jack
- Scott Halberstadt	como Eric
- David J. Lee	como Junior Executive
- Alec Medlock como Craig
- Race Owen	como Owen/Mixer
- Allison Scagliotti-Smith como Mindy Crenshaw
- Cathy Shim como Leah
- Jerry Trainor	como el Loco Steve
- Brenda Vivian	como Collette
- Joseph Will como Alan Krim
- Thea Vidale como Lula DuBois